# Adriane Rini
Adriane Allison Rini est une universitaire américaine et professeur de philosophie à l'Université Massey en Nouvelle-Zélande. Ses recherches portent sur la logique aristotélicienne, la logique modale et l’histoire de la logique.

## Carrière académique
Adriane Rini obtient un baccalauréat au Smith College. Elle obtient un doctorat en logique modale de l'Université du Massachusetts à Amherst en 1997, avec la thèse Modal Propositions in Aristotle's Syllogistic supervisée par Gareth Matthews.
Elle s'installe en Nouvelle-Zélande en 1993 à l'Université Victoria de Wellington et, en 1999, accepte un poste de maître de conférences à l'Université Massey. Elle est promue professeure titulaire en 2018, avec effet au 1er janvier 2019.
Rini reçoit quatre bourses Marsden, dont une pour étudier l'importance du travail du philosophe néo-zélandais Arthur Prior, qui a inventé la Logique temporelle et est décrit comme « ouvrant la voie à l'IA »,,. En 2010, elle reçoit une bourse étrangère à l'Académie royale flamande des sciences et des arts de Belgique, pour étudier le développement de l'attitude de Willard Van Orman Quine à l'égard de la logique modale.

## Publications
- Adriane Rini, Aristotle's Modal Proofs: Prior Analytics A8-22 in predicate logic, Dordrecht, Springer, 2011 (ISBN 978-94-007-0050-5, OCLC 700200168)
- M. J. Cresswell et Adriane Rini, The World-Time Parallel: Tense and modality in logic and metaphysics, Cambridge, Cambridge University Press, 2012 (ISBN 978-1-139-22489-5, OCLC 776694818)